# Maria Ostrowska
Maria Ostrowska (ur. 19 maja 1906 w Rumianie, zm. 10 października 2000) – polska nauczycielka, pierwsza komendantka Hufca i Chorągwi Harcerek w Wolnym Mieście Gdańsku, uznawana za bohaterkę Chorągwi Gdańskiej ZHP.

## Życie prywatne
Urodziła się 19 maja 1906 w Rumianie, pow. lubawski. Ojciec Franciszek (1878-1958) posiadał 63 ha gospodarstwo rolne. W czasie plebiscytu 1920 działała aktywnie na rzecz przyłączenia terenów przygranicznych do Polski. Mama Weronika (1880-1972) z domu Kalisz prowadziła dom i wychowała 11 dzieci. Maria była najstarszą córką, posiadała 2 braci i 8 sióstr. Obaj bracia zginęli w II wojnie światowej, Franciszek (1912-1943) był księdzem wikariuszem w Grodzicznie, zmarł w obozie koncentracyjnym w Dachau. Tadeusz (1909-1940) został rozstrzelany przez Niemców k/ Krakowa. Siostry: Urszula Wolnik (1907 – 1984), Aleksandra Szczepańska (1910-1995), prowadziła z mężem gospodarstwo rolne w Gronowie, Janina Cieszyńska (1913-2012), była nauczycielką zawodu, Zofia Ułanowska (1915-1981) była nauczycielką, Irena Ostrowska (1916-2007) była zakonnicą, Kazimiera Cieślak (1919-2011), była księgową, Stanisława Krajewska (1921) prowadziła z mężem gospodarstwo rolne i Krystyna Guzik (1924-2001), była księgową. Egzamin maturalny druhna Maria zdała w Liceum Handlowym w Bydgoszczy, w roku 1926. Przez następne 4 lata studiowała w Poznaniu w Wyższej Szkole Handlowej. Po jej ukończeniu w 1930 otrzymała Dyplom Nauk Handlowych. Za bardzo dobre wyniki w nauce otrzymała stypendium na dalsze studia w Akademii Handlowej w Antwerpii. Nie podjęła jednak tych studiów, wybrała pracę w Wolnym Mieście Gdańsku. Została nauczycielką w Polskich Szkołach Handlowych Macierzy Szkolnej, w latach 1930–1939 uczyła przedmiotów handlowych i gimnastyki. W lipcu 1939 ze względów bezpieczeństwa, na polecenie Komisariatu Generalnego RP w Gdańsku, przeprowadziła się do Gdyni. Niedługo dojeżdżała do pracy w Gdańsku. W Gdyni zastał ją wybuch wojny. W pierwszych dniach września zorganizowała z harcerkami w budynku Sądu Okręgowego pomoc żywnościową i odzieżową dla uciekinierów i więźniów. Przed zapowiedzianą akcją wysiedleńczą Polaków z Gdyni, w październiku 1939 r. opuściła miasto. Wraz z koleżanką rowerami wyjechały do Stężycy na plebanię wujka ks. Franciszka Kalisza (1877-1953), a następnie dalej w okolice Lubawy. Rodzice Marii w 1940 zostali wysiedleni przez Niemców ze swojego gospodarstwa i przebywali u rodziny Śliwińskich. Maria ukrywała się przez okres okupacji u dalszych krewnych w Brzoziu i Małym Głęboczku koło Lubawy. Po wojnie wróciła na Wybrzeże i z ogromnym zapałem, za zgodą gdańskiego Kuratora Oświaty rozpoczęła organizację średniego szkolnictwa administracji i handlu. Ze względu na ogromne zniszczenia wojenne Gdańska postanowiła utworzyć nową szkołę w Sopocie i otrzymała na ten cel budynki przy ul. Kościuszki. Sama również zamieszkała w tym mieście do końca życia. Przy wielkim jej zaangażowaniu powstało Gimnazjum i Liceum Handlowe wraz z internatem (początkowo zwane Kupieckim). Pozyskała także od miasta dom przy ul. Curie Skłodowskiej na mieszkania dla nauczycieli. W nowo otwartej szkole bardzo bogata i rozwinięta była działalność kół i organizacji młodzieżowych w tym harcerstwa. Szkoła posiadała własną orkiestrę, chór i już w 1946 zorganizowała międzyszkolny turniej w siatkówkę. Na początku lat 50. zaostrzyły się w całym kraju warunki polityczne i dla przedwojennej nauczycielki, bardzo religijnej ziemianki, która nie gwarantowała socjalistycznego wychowania młodzieży, nie było miejsca w oświacie. Mimo znaczących osiągnięć w kierowaniu utworzoną po wojnie szkołą musiała pożegnać się z funkcją dyrektora. W 1951 r. była jeszcze krótki czas dyrektorem Liceum Pracy Społecznej dla Pracujących, a następnie kierownikiem Spółdzielni ARS „Cepelia” w Gdańsku. Jej rodzice po wojnie, ponownie zostali wyrzuceni ze swojego domu, ojciec został aresztowany, majątek w Rumianie rozparcelowano, a w rodzinnym domu zamieszkali obcy ludzie. Maria, jako najstarsza córka w rodzinie, wspierała młodsze siostry. Cztery wraz z rodzinami osiedliły się w Sopocie. Mieszkanie przy ul. Abrahama 6, gdzie przez wiele lat żyła Maria, był rodzinnym domem. Tam przy wspólnym świątecznym stole zbierała się zawsze cała liczna rodzina. Maria pomagała siostrom znaleźć pracę i mieszkania. Chciała też być bliżej rodziny i pracować w miejscu zamieszkania. Otrzymała pracę w nowo tworzącej się Spółdzielni Pracy „Śnieżka” i wkrótce objęła stanowisko prezesa firmy. Spółdzielnia pod jej kierownictwem stała się prężnym przedsiębiorstwem usługowym, obejmującym obszar całego województwa. Powstały zakłady specjalistyczne, prowadzono specjalne usługi dla statków poprzez przedsiębiorstwo „Baltona”. Jako szef firmy dbała o warunki pracy, by były bezpieczne i mniej uciążliwe. Rozwinęła działalność socjalną dla pracowników. Kierując firmą wspierała materialnie Domy Dziecka w Sopocie oraz otaczała opieką dzieci w Sanatorium Reumatologicznym. Na podstawie decyzji sądu przyznano jej opiekę nad dwojgiem sierot, bliźniąt z domu dziecka. Troszczyła się o ich wychowanie do czasu osiągnięcia przez nich pełnoletniości. Pełniła także zaszczytne funkcje w spółdzielczości, w organizacjach wojewódzkich i krajowych. Przed przejściem na emeryturę, za zgodą Ministerstwa Oświaty i Wychowania utworzyła średnią szkołę zawodową w branży „konserwator wyrobów włókienniczych”. W roku 1970 przeszła na emeryturę. Przez wiele lat pracownicy pamiętali o swojej przełożonej, zapraszali na spotkania i odwiedzali ją w domu. Zmarła 10 października 2000 i spoczywa na cmentarzu katolickim w Sopocie.

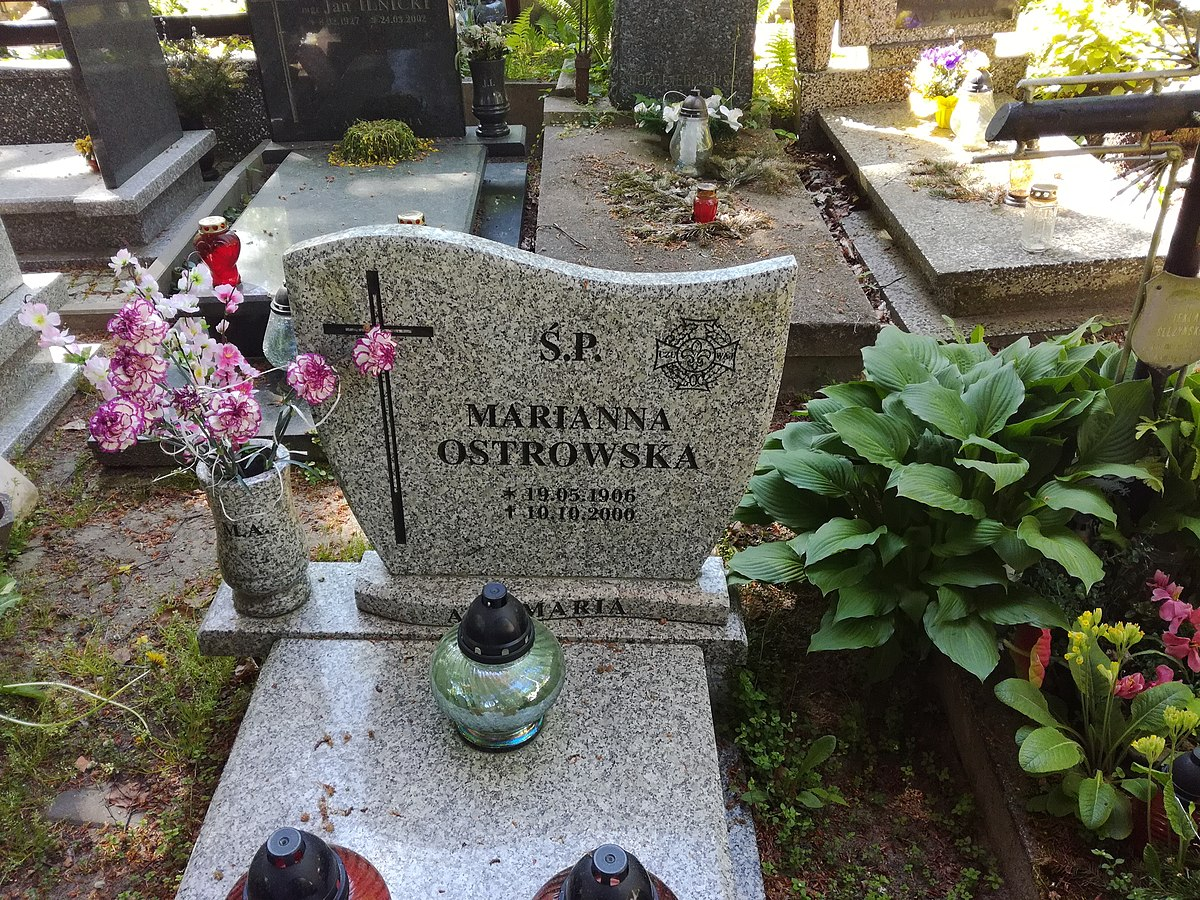
grób Marii Ostrowskiej w Sopocie

## Harcerstwo
Maria wstąpiła do harcerstwa, jako uczennica progimnazjum w Lubawie w 1923, prowadziła zastęp. Jej drużynowy, profesor Wilhelm Słaby tak ją wspomina: „Zastęp żeński prowadziła Maria Ostrowska taktowna, zrównoważona, bardzo inteligentna uczennica, później profesorka i komendantka Chorągwi Gdańskiej (żeńskiej)” (SBZL, t. I). Po przyjeździe do Gdańska rozwijała działalność harcerek. Założyła Drużynę Harcerek im. Królowej Jadwigi w następnym roku, kolejną III Drużynę Harcerek im. Marii Konopnickiej. W 1931, kiedy utworzono hufiec harcerek, druhna Maria została jego komendantką. Z jej inicjatywy powstało wiele nowych drużyn i gromad zuchowych w dzielnicach Gdańska: na Siedlcach, w Brzeźnie, Nowym Porcie oraz w Pruszczu Gdańskim i Pszczółkach. Wzrosła liczba harcerek, zuchów i drużyn. Kiedy rozpoczynała pracę, hufiec liczył 79 harcerek i zuchów skupionych w 3 drużynach, a w 1935 było już 12 drużyn i tyle samo gromad zuchowych skupiających 285 harcerek i 291 zuchów. W 1935 GK ZHP powołała w Gdańsku Chorągiew Harcerek, a druhna Maria została pierwszą komendantką Chorągwi. Poprowadziła 60 osobową reprezentację swojej Chorągwi na Jubileuszowy Zlot ZHP w Spale. Oprócz funkcji komendantki chorągwi, kierowała pracą Wydziału Zuchów, Referatu Żeglarskiego i Referatu Sportu. Z jej inicjatywy powstała I Morska Drużyna Harcerek „Wichry Bałtyku”, która później zasłynęła doskonałym przygotowaniem specjalistycznym i rejsami drużyny na s/y Korsarz do portów Skandynawii w latach 1938 i 1939. Dziewczęta wzbudzały powszechny podziw nie tylko swoimi umiejętnościami prowadzenia jachtu, ale też urodą, pięknym mundurem i zachowaniem. Wspólnie z Alfem Liczmańskim, komendantem Chorągwi Harcerzy, który uczył także w Polskich Szkołach Handlowych, organizowała wycieczki, obozy i kursy harcerskie w głąb kraju. Wyprawy te przyczyniały się do wzbogacenia wiedzy ich uczestników z zakresu historii, kultury i geografii Polski oraz rozwijały język ojczysty i uczucia patriotyczne. Druhna Maria nie ograniczała swojej działalności społecznej tylko do podstawowych funkcji wychowawczych. Była członkiem Zarządu Okręgu ZHP w Gdańsku, członkiem ZNP, należała do Gminy Polskiej – Związku Polaków, Towarzystwa Gimnastycznego Sokół oraz Towarzystwa Przyjaciół Nauki i Sztuki. Po reaktywowaniu ZHP, włączyła się do pracy harcerskiej. W 1958 została przewodniczącą Komisji Historycznej Chorągwi. Z przedwojennymi harcerzami pracowała nad zebraniem i opracowaniem dokumentacji o harcerstwie w Wolnym Mieście Gdańsku. Materiały te zostały zdeponowane w Bibliotece PAN w Gdańsku. W październiku 1970 roku Hufiec Gdańsk – Śródmieście przyjął imię hm. Alfa Liczmańskiego. Na uroczystość nadania imienia zaproszono przedwojennych gdańskich harcerzy. Spotkanie to zaowocowało założeniem Kręgu byłych Harcerzy Wolnego Miasta Gdańska. Przewodniczącą kręgu wybrano Marię Ostrowska. Krąg przez wiele lat spotykał się raz w miesiącu na zbiórkach w Domu Harcerza. Zbierał wspomnienia i opracowania o działalności przedwojennej harcerzy oraz o ich wojennych losach. Członkowie kręgu bywali na zbiórkach i uroczystościach harcerskich, przekazując młodzieży historię i tradycje organizacji oraz pamięć o harcerskich bohaterach. W 1978 roku otrzymała stopień harcmistrzyni. Druhna Maria cieszyła się wielkim autorytetem i szacunkiem wśród swoich wychowanków i harcerzy. W czasie stanu wojennego na jej adres przychodziły paczki z żywnością i odzieżą od harcerzy z Kanady. Druhna Maria, mimo sędziwego wieku, jeden pokój swojego mieszkania przeznaczyła na magazyn i zajęła się dystrybucją zagranicznych darów.

## Odznaczenia i ordery
- Krzyż Kawalerski Orderu Odrodzenia Polski (1968)
- Medal Komisji Edukacji Narodowej (1975)
- Krzyż za Zasługi dla ZHP